# 요나단 페라자
요나단 페라자로도 불리는 요나탄 헤수스 페를라사 에르난데스(스페인어: Yonathan Jesús Perlaza Hernández, 1998년 11월 10일~)는 베네수엘라의 야구 선수로 포지션은 외야수이다. 현재 메이저 리그의 샌디에이고 파드리스 소속으로 활동하고 있다. 2024년 KBO 리그의 한화 이글스에서 활동했으며 KBO 등록명은 페라자였다.

## 선수 경력

### 시카코 컵스
페를라사는 2015년 8월 시카고 컵스에 FA로 입단했다. 그는 2023년까지 컵스에서 활동했다.

### 티부로네스 델 라 구아이라
2019년 티부로네스 델 라 구아이라에 입단했다.

### 한화 이글스
페라자는 2023년 11월 닉 윌리엄스를 대체할 외국인 야구 선수로 한화 이글스로 이적했다. 그는 한화 이글스와 계약금 20만 달러, 연봉 60만 달러, 옵션 20만 달러(약 2억 6,950만 원) 등 총 100만 달러(약 13억 4,750만 원) 규모의 계약을 체결했다.
2024년 전반기 65경기에서 78안타 16홈런 50타점 48득점 타율 0.312를 기록했으나 부상 이후 기량이 하락했고, 불안했던 수비 문제로 인해 2024시즌 종료 후 재계약에 실패하였다.

### 샌디에이고 파드리스
2024년 12월 3일 샌디에이고 파드리스와 마이너리그 계약을 체결했다.